# Världsmästerskapen i skidflygning 1986
Världsmästerskapen i skidflygning 1986 hoppades i Kulm i Bad Mitterndorf, Steiermark, Österrike för andra gången, efter att tävlingarna även hållits på samma plats 1975. 1986 blev första gången som en nation tog mer än en medalj vid samma mästerskap, då österrikare tog hem både guld och silver. 1986 blev också året då man övergick till att hålla tävlingen jämna år.

## Individuellt
- 7-9 mars 1986

| Medalj | Hoppare                       | Poäng |
| Guld   | Andreas Felder (Österrike)    | 745.0 |
| Silver | Franz Neuländtner (Österrike) | 730.5 |
| Brons  | Matti Nykänen (Finland)       | 698.5 |

## Medaljligan
| Rank | Nation    | Guld | Silver | Brons | Totalt |
| ---- | --------- | ---- | ------ | ----- | ------ |
| 1    | Österrike | 1    | 1      | 0     | 2      |
| 2    | Finland   | 0    | 0      | 1     | 1      |